# 올리비아 컬포
올리비아 컬포(Olivia Culpo)는 1992년 5월 8일 미국 로드아일랜드 주 크랜스턴에서 태어난 미국의 모델이다. 미스 로드아일랜드 USA에 우승한 후 이어 미스 USA 2012 , 미스 유니버스 2012에도 우승하였다.

## 참여 작품

### 영화
- 아더 우먼
- 아이 필 프리티
- 크리미널 체이스

### 텔레비전
- 미스 유니버스 2015
- 헬's 키친
- 미스 유니버스 2019
- 미스 유니버스 2020
- 미스 유니버스 2022
- 미스 유니버스 2023